# Биллам-Смит, Крис
Крис Биллам-Смит (англ. Chris Billam-Smith, род. 2 августа 1990, Эпсом, графство Суррей, Великобритания) — британский профессиональный боксёр, выступающий в первой тяжелой весовой категории. Среди профессионалов бывший чемпион мира по версии WBO (2023—2024) и чемпион Содружества наций по версии CBC (2019—2023), бывший чемпион Европы по версии EBU (2021—2023) и чемпион Великобритании по версии BBBofC (2021—2022) в 1-м тяжёлом весе.
Лучшая позиция по рейтингу BoxRec — 2-я (июнь 2024) и является 1-м среди британских боксёров первой тяжёлой весовой категории, а по рейтингам основных международных боксёрских организаций занимает: 4-ю строчку рейтинга WBC и 4-ю строчку рейтинга WBO — входя в ТОП-3 лучших боксеров первого тяжелого веса.

## Биография
Крис Биллам-Смит родился 2 августа 1990 года в городе Эпсом, в Англии.

## Профессиональная карьера
Свой первый бой в профессиональном боксе 27-летний Крис Биллам-Смит провел 16 сентября 2017 года. Его соперником был Расс Хеншоу, Крис победил техническим нокаутом в первом раунде.

#### Бой Ричардом Риакпоре
20 июля 2019 года в Лондоне (Великобритания) встретился в проспект — клэше с небитым соотечественником Ричардом Риакпоре. Бой прошел в большой вечере бокса Диллиан Уайт — Оскар Ривас за временный титул WBC организованного Эдди Херном. На кону боя стоял пояс интерконтинентального чемпиона WBA владельцем которого являлся Риакпоре. По итогам 12-раундов боя раздельным решением судей победил чемпион: 94–95, 96–93, 92–97.

#### Бой с Крейгом Гловером
Несмотря на поражение в бою с Риакпоре уже в ноябре вышел на бой за вакантный титул чемпиона Британского Содружества против Крега Гловера. Бой был остановлен в 5-м раунде после трех нокдаунов у Гловера (один раз в 4-м и дважды в 5-м)

#### Бой с Нэйтаном Торли
7 августа 2020 года в Брендтвуде (Англия) провел успешную защиту титула против небитого Нейтана Торли нанеся ему первое поражение. Бой сложился для чемпиона неожиданно легко. Соперник уступающий в габаритах Смиту трижды побывал в нокдауне в конце первого и дважды во втором раунде. Это была первая защита пояса.

#### Бой с Василом Дуцаром
20 марта 2021 года на Уэмбли провел промежуточный бой с Василом Дуцаром. Чешский боец падал в бою два раза (в 4-м и 6-м раундах), но всё же смог закончить бой на ногах. Итоговый счет составил: 99–90, 99–90 и 99–92.

#### Бой с Лоуренсом Околи
27 мая 2023 года в Борнмуте (Англия) завоевал титул чемпиона мира по версии WBO в 1-м тяжёлом весе в поединке против небитого соотечественника Лоуренса Околи. Крису удалось отправить чемпиона в нокдаун в 4 раунде и записать на свой счет еще два спорных нокдауна в 10 и 11 раундах, а с Околи сняли очки за удержание соперника в 5-м и 7-м раундах. В итоге Биллам-Смит победил решением большинства судей: 116–107, 115–108, 112–112.

#### Бой с Матеушем Мастернаком
10 декабря 2023 года в Борнмуте успешно провел первую защиту своего титула против поляка Матеуша Мастернака. Биллам Смит вступил в поединок с неоспоримой решимостью, демонстрируя мощный стиль и нацеленность измотать Мастернака в борьбе на короткой дистанции. Однако поляку удавалось успешно контратаковать, не оставляя своего соперника без ответа. Сила и настойчивость Мастернака позволили ему вернуть инициативу в свои руки, но Биллам Смит не давал ему расслабиться, вынуждая работать весьма интенсивно и расходовать большее количество энергии. Поляк отлично провел четвертый отрезок, пользовался пробелами в защите Биллама-Смита, и выдавал сильные концовки раундов. Биллам-Смит тем временем решил сделать ставку на удары по корпусу, и это принесло ему результат. В седьмой трехминутке он пробил корпус оппонента, вследствие чего Мастернак заметно замедлился. Перед восьмым раундом Матеуш пожаловался на сломанное ребро, и его угол был вынужден остановить поединок. Результат боя: победа Биллам-Смит техническим нокаутом в восьмом раунде.

#### Реванш с Ричардом Риакпоре
15 июня 2024 года в Лондоне защитил свой титул чемпиона мира по версии WBO против соотечественника Ричарда Риакпоре. Бой получился вязким, незрелищным и изобиловал нарушениями со стороны обоих боксеров. Стартовый раунд остался за претендентом, но дальше почти всю дистанцию до 9-го бой уходил чемпиону. Претендент был пассивный, постоянно лез в клинч и мало работал с дистанции, хотя сам чемпион так же в этом бою не блистал. В 9-м Риакпоре наконец активизировался мощно попал и выбил у Смита капу, но это был максимум на что он способен. Чемпионские раунды остались за Смитом, а рефери вдобавок снял очко с Риакопоре за пассивность и споллерскую тактику. Судьи удивили: 116–111, 115–112 (дважды) в пользу действующего чемпиона который взял реванш за спорное поражение пятилетней давности.

#### Бой с Хильберто Рамиресом
16 ноября 2024 года в Саудовской Аравии прошёл объединительный поединок с мексиканским чемпионом WBA Хильберто Рамиресом. Бой возглавил вечер бокса американской компании Golden Boy в Эр-Рияде под брендом Riyadh Season. Проиграв первую трехминутку Рамирес продемонстрировал свое преимущество в дальнейших раундах боя, контролируя ход схватки за счет комбинационной работы и скорости. Биллам-Смит, в свою очередь, пытался перехватить инициативу в поздних раундах, но столкнулся с дополнительными трудностями из-за рассечения, которое вновь открылось в 11-м раунде. Поединок продлился все 12 раундов, и судьи единогласно присудили победу Рамиресу с оценками 116–112, 116–112 и 116–113.

#### Бой с Брендоном Глэнтоном
26 апреля 2025 года в Лондоне в андеркарде боя Крис Юбанк vs Конор Бенн, встретился с рейтинговым американцем Брэндоном Глэнтоном. Бойцы провели начало боя в силовом боксе на встречных курсах, Глэнтон был активней, Смит точней в ударах. В 3-м раунде Глэнтон отметился мощной точной комбинаций. Ближе к середине боя американец усилил давление навязывая бой на ближней. 6-й и 7-й раунды ушли британцу выглядевшему предпочтительнее. В одном из эпизодов Смит даже послал в нокдаун американца, но рефери не засчитал. Концовка боя была конкурентной — Смит получил рассечение, Глэнтон выглядел более активным. Оба выразили обоюдное уважение. Счёт: 116–113, 116–112 дажды в пользу Смита.

## Статистика профессиональных боёв
В таблице перечислены результаты всех поединков боксёров.
В каждой строке указан результат поединка. Дополнительно номер поединка обозначен цветом, который обозначает итог поединка. Расшифровка обозначений и цветов представлена в нижеследующей таблице.
| Пример | Расшифровка                     |
| ------ | ------------------------------- |
|        | Победа                          |
|        | Ничья                           |
|        | Поражение                       |
|        | Планируемый поединок            |
|        | Поединок признан несостоявшимся |
| КО     | Нокаут                          |
| ТКО    | Технический нокаут              |
| PTS    | Решение судей (по очкам)        |
| UD     | Единогласное решение судей      |
| MD     | Решение большинства судей       |
| SD     | Раздельное решение судей        |
| RTD    | Отказ от продолжения боя        |
| DQ     | Дисквалификация                 |
| NC     | Поединок признан несостоявшимся |

| 23 поединка, 21 побед (13 нокаутом), 2 поражения. | 23 поединка, 21 побед (13 нокаутом), 2 поражения. | 23 поединка, 21 побед (13 нокаутом), 2 поражения. | 23 поединка, 21 побед (13 нокаутом), 2 поражения. | 23 поединка, 21 побед (13 нокаутом), 2 поражения.         | 23 поединка, 21 побед (13 нокаутом), 2 поражения. | 23 поединка, 21 побед (13 нокаутом), 2 поражения. |
| Бой                                               | Рекорд                                            | Дата                                              | Соперник                                          | Место боя                                                 | Результат                                         | Данные о бое |
| ------------------------------------------------- | ------------------------------------------------- | ------------------------------------------------- | ------------------------------------------------- | --------------------------------------------------------- | ------------------------------------------------- | --- |
| 23                                                | 21-2                                              | 26 апреля 2025                                    | Брэндон Глэнтон (20-2)                            | Tottenham Hotspur Stadium, Лондон, Великобритания         | UD 12                                             | Счёт судей: 116-112, 116-113, 116-112. |
| 22                                                | 20-2                                              | 16 ноября 2024                                    | Хильберто Рамирес (46-1)                          | Selhurst Park, Эр-Рияд, Саудовская Аравия                 | UD 12                                             | Бой за титул чемпиона мира по версиям WBO (3-я защита Биллам-Смита), WBA-супер (1-я защита Рамиреса) в 1-м тяжёлом весе. Счёт судей: 112-116, 113-116, 112-116. |
| 21                                                | 20-1                                              | 15 июня 2024                                      | Ричард Риакпоре (2) (17-0)                        | Selhurst Park, Лондон, Великобритания                     | UD 12                                             | Бой за титул чемпиона мира по версии WBO (2-я защита Биллам-Смита) в 1-м тяжёлом весе. С Риакпоре снят бал в 12 раунде. Счёт судей: 116-111, 115-112, 115-112. |
| 20                                                | 19-1                                              | 10 декабря 2023                                   | Матеуш Мастернак (47-5-0)                         | Bournemouth International Centre, Борнмут, Великобритания | RTD 8 (12), 0:02                                  | Бой за титул чемпиона мира по версии WBO (1-я защита Биллам-Смита) в 1-м тяжёлом весе. |
| 19                                                | 18-1                                              | 27 мая 2023                                       | Лоуренс Околи (19-0)                              | Bournemouth International Centre, Борнмут, Великобритания | MD 12                                             | Завоевал титул чемпиона мира по версии WBO (4-я защита Околи) в 1-м тяжёлом весе. Счёт судей: 116-107, 115-108, 112-112. |
| 18                                                | 17-1                                              | 17 декабря 2022                                   | Арменд Ходжай (14-2)                              | Bournemouth International Centre, Борнмут, Великобритания | KO 5 (12), 1:52                                   | |
| 17                                                | 16-1                                              | 30 июля 2022                                      | Исаак Чемберлен (14-1)                            | Bournemouth International Centre, Борнмут, Великобритания | UD 12                                             | Защитил титул чемпиона Европы по версии EBU (3-я защита Биллам-Смита) и чемпиона Содружества наций по версии CBC (4-я защита Биллам-Смита) в 1-м тяжелом весе. Счёт судей: 117-111 (трижды).                                                                               |
| 16                                                | 15-1                                              | 16 апреля 2022                                    | Томми Маккарти (2) (18-3)                         | AO Arena, Манчестер, Великобритания                       | KO 8 (12), 1:28                                   | Защитил титулы чемпиона Европы по версии EBU (2-я защита Биллам-Смита) и чемпиона Содружества наций по версии CBC (3-я защита Биллам-Смита) в 1-м тяжелом весе. |
| 15                                                | 14-1                                              | 13 ноября 2021                                    | Дилан Брежон (11-1-1)                             | Sheffield Arena, Шеффилд, Великобритания                  | UD 12                                             | Защитил титул чемпиона Европы по версии EBU (1-я защита Биллам-Смита) в 1-м тяжелом весе. Счёт судей: 120-109, 119-109 (дважды). |
| 14                                                | 13-1                                              | 31 июля 2021                                      | Томми Маккарти (18-2)                             | Matchroom Headquarters, Брентвуд, Великобритания          | SD 12                                             | Завоевал титул чемпиона Европы по версии EBU (2-я защита Маккарти) и вакантный титул чемпиона Великобритании по версии BBBofC, защитил титул чемпиона Содружества наций по версии CBC (2-я защита Биллам-Смита) в 1-м тяжелом весе. Счёт судей: 116-112, 114-115, 115-114. |
| 13                                                | 12-1                                              | 20 марта 2021                                     | Василь Дуцар (9-3-1)                              | The SSE Arena, Лондон, Великобритания                     | UD 10                                             | Счёт судей: 97-92, 99-90 (дважды). |
| 12                                                | 11-1                                              | 7 августа 2020                                    | Натан Торли (14-0)                                | Matchroom Headquarters, Брентвуд, Великобритания          | TKO 2 (12), 2:05                                  | Защитил титул чемпиона Содружества наций по версии CBC (1-я защита Биллам-Смита) в 1-м тяжелом весе. |
| 11                                                | 10-1                                              | 23 ноября 2019                                    | Крейг Гловер (10-2)                               | M&S Bank Arena, Ливерпуль, Великобритания                 | TKO 5 (12), 1:45                                  | Завоевал вакантный титул чемпиона Содружества наций по версии CBC в 1-м тяжелом весе. |
| 10                                                | 9-1                                               | 20 июля 2019                                      | Ричард Риакпоре (9-0)                             | O2 Арена, Лондон, Великобритания                          | SD 10                                             | Бой за титул чемпионат по версии WBA Inter-Continental в 1-м тяжелом весе. Счёт судей: 94-95, 96-93, 92-97. |
| 9                                                 | 9-0                                               | 10 мая 2019                                       | Яссин Хабачи (5-13-5)                             | Motorpoint Arena, Ноттингем, Великобритания               | RTD 3 (6), 3:00                                   | |
| 8                                                 | 8-0                                               | 15 декабря 2018                                   | Кент Кауппинен (1-6)                              | O2 Academy, Борнмут, Великобритания                       | TKO 6 (6), 0:45                                   | |
| 7                                                 | 7-0                                               | 13 октября 2018                                   | Робин Дюпре (13-1)                                | Йорк-холл, Лондон, Великобритания                         | RTD 5 (10), 3:00                                  | |
| 6                                                 | 6-0                                               | 16 июня 2018                                      | Михал Плейник (6-2)                               | O2 Academy, Борнмут, Великобритания                       | PTS 8                                             | Счёт судьи: 80-72. |
| 5                                                 | 5-0                                               | 9 марта 2018                                      | Георгий Данут (11-26-7)                           | O2 Academy, Борнмут, Великобритания                       | RTD 5 (6), 3:00                                   | |
| 4                                                 | 4-0                                               | 2 декабря 2017                                    | Ласло Ивани (6-6)                                 | Лестер Арена, Лестер, Великобритания                      | KO 1 (4), 2:17                                    | |
| 3                                                 | 3-0                                               | 11 ноября 2017                                    | Ян Храздира (2-7)                                 | Royal Highland Centre, Эдинбург, Великобритания           | KO 2 (4), 0:06                                    | |
| 2                                                 | 2-0                                               | 14 октября 2017                                   | Александар Тодорович (11-14-1)                    | Уэмбли, Лондон, Великобритания                            | TKO 1 (4), 2:43                                   | |
| 1                                                 | 1-0                                               | 16 сентября 2017                                  | Расс Хеншоу (7-6)                                 | O2 Academy, Борнмут, Великобритания                       | TKO 1 (4), 2:01                                   | Профессиональный дебют. |
| Бой                                               | Рекорд                                            | Дата                                              | Соперник                                          | Место боя                                                 | Результат                                         | Данные о бое |